# Havering-atte-Bower
Havering-atte-Bower est une zone anglaise située à l'est de Londres, dans le borough londonien de Havering.